# Saison 2 de Frasier
Chronologie
Saison 1 Saison 3
Cet article présente le guide des épisodes de la deuxième saison de la sitcom Frasier.

## Liste des épisodes

### Épisode 1:Dernier Tango à Seattle
- États-Unis : 20 septembre 1994 sur NBC
- Belgique : 1er mars 2012 sur Club RTL
- France : 22 août 1999 sur Serie Club

### Épisode 2:Ciel mes enfants!
- États-Unis : 20 septembre 1994 sur NBC
- Belgique : 4 avril 2012 sur Club RTL

### Épisode 3:L'Entremetteur
- États-Unis : 27 septembre 1994 sur NBC
- Belgique : 5 avril 2012 sur Club RTL

### Épisode 4:Bébé farine
- États-Unis : 4 octobre 1994 sur NBC
- Belgique : 6 avril 2012 sur Club RTL

### Épisode 5:La Fin d'une époque
- États-Unis : 18 octobre 1994 sur NBC
- Belgique : 9 avril 2012 sur Club RTL

### Épisode 6:L'Humour de Crane
- États-Unis : 1er novembre 1994 sur NBC
- Belgique : 10 avril 2012 sur Club RTL

### Épisode 7:Le Candidat
- États-Unis : 8 novembre 1994 sur NBC
- Belgique : 11 avril 2012 sur Club RTL

### Épisode 8:Aventures au paradis (1/2)
- États-Unis : 15 novembre 1994 sur NBC
- Belgique : 12 avril 2012 sur Club RTL

### Épisode 9:Aventures au paradis (2/2)
- États-Unis : 22 novembre 1994 sur NBC
- Belgique : 13 avril 2012 sur Club RTL

### Épisode 10:La Hache de guerre
- États-Unis : 29 novembre 1994 sur NBC
- Belgique : 16 avril 2012 sur Club RTL

### Épisode 11:Le Siège du pouvoir
- États-Unis : 13 décembre 1994 sur NBC
- Belgique : 17 avril 2012 sur Club RTL

- Macaulay Culkin (un auditeur)
- John McGinley (le plombier)

### Épisode 12:Sous la couette
- États-Unis : 3 janvier 1995 sur NBC
- Belgique : 18 avril 2012 sur Club RTL

### Épisode 13:Martin reprend du service
- États-Unis : 10 janvier 1995 sur NBC
- Belgique : 19 avril 2012 sur Club RTL

### Épisode 14:Pigeon vole
- États-Unis : 7 février 1995 sur NBC
- Belgique : 20 avril 2012 sur Club RTL

### Épisode 15:Les Limites de l'honnêteté
- États-Unis : 14 février 1995 sur NBC
- Belgique : 23 avril 2012 sur Club RTL

### Épisode 16:L'Ami Sam
- États-Unis : 21 février 1995 sur NBC
- Belgique : 24 avril 2012 sur Club RTL

Téa Léoni

### Épisode 17:Flagrant délit
- États-Unis : 28 février 1995 sur NBC
- Belgique : 24 avril 2012 sur Club RTL

### Épisode 18:Le Club select
- États-Unis : 21 mars 1995 sur NBC
- Belgique : 25 avril 2012 sur Club RTL

### Épisode 19:Au secours, on me poursuit!
- États-Unis : 28 mars 1995 sur NBC
- Belgique : 25 avril 2012 sur Club RTL

### Épisode 20:Brisons la glace
- États-Unis : 18 avril 1995 sur NBC
- Belgique : 26 avril 2012 sur Club RTL

### Épisode 21:En garde!
- États-Unis : 2 mai 1995 sur NBC
- Belgique : 26 avril 2012 sur Club RTL

### Épisode 22:Un agent qui donne le change
- États-Unis : 9 mai 1995 sur NBC
- Belgique : 27 avril 2012 sur Club RTL

### Épisode 23:Les Frères heureux
- États-Unis : 16 mai 1995 sur NBC
- Belgique : 27 avril 2012 sur Club RTL

### Épisode 24:Amère victoire
- États-Unis : 23 mai 1995 sur NBC
- Belgique : 30 avril 2012 sur Club RTL